# Edwin S. Porter
Edwin Stanton Porter (Connellsville, Pensilvania; 21 de abril de 1870 - Ciudad de Nueva York, Nueva York; 30 de abril de 1941) fue un pionero del cine estadounidense, más conocido como productor, director, gerente y director de fotografía de la empresa manufacturera de Thomas Alva Edison.

## Biografía
Trabajó en los estudios de Thomas Edison, primero como ayudante de cámara y luego como jefe de su estudio desde 1902 a 1909. Con Porter se consolida la técnica narrativa de ese nuevo invento que era el cine a principios del siglo XX.
Una vez que la vigilancia se hizo más estrecha, al estudio de Edison no le bastaba con pedir los negativos de las películas europeas con la excusa de catalogarse inventor de la fotografía animada; más aún cuando George Méliès instaló una sucursal en los Estados Unidos. La copia de los filmes se hacía más difícil, por lo que Edison recurrió a otro método menos peligroso: el plagio. El hombre clave de esta sección fue Edwin S. Porter.
Fascinado por el trabajo de Méliès, Porter quiso hacer también un cine narrativo. Recogió los hallazgos de la escuela británica sobre el montaje como forma narrativa; de Ferdinand Zecca, la estructuración del relato de sus dramas; y del propio Méliès, la puesta en escena. En 1902, rodó Vida de un bombero estadounidense con escenas documentales auténticas.Esta película ha sido considerada pionera en el montaje paralelo. Hoy sabemos que fue obra de un montaje posterior, influenciado por la Escuela de Brighton. En 1903 filma ¿Qué pasó en el túnel?, primera película protagonizada por Gilbert M. Anderson.

En 1903 estrena Asalto y robo de un tren, película que inició el género del wéstern. Puede ser considerada como la primera obra importante, con argumento de ficción, del cine estadounidense. La película emplea de forma algo rudimentaria el montaje paralelo y aunque la acción suele transcurrir de cara al espectador, de la forma teatralizada que imponía Méliès, se observa un uso narrativo de la profundidad. Su última escena, un primer plano de un pistolero disparando sus armas hacia el espectador, causó una impresión parecida a la que pudo hacer en su día el tren de los hermanos Lumière. La película fue un gran éxito. Aun así, el espacio donde Porter se mostraba más a gusto era el drama social, de forma similar a lo que hacía Ferdinand Zecca en Europa.
Porter se mantendrá activo como director y guionista algunos años más. En 1909 abandonó los estudios de Edison para fundar una compañía propia, la cual solamente subsistió tres años.